# إدوين إيفانز
إدوين إيفانز (26 مارس 1849 - 2 يوليو 1921) (بالإنجليزية: Edwin Evans)‏ هو لاعب كريكت أسترالي. شارك مع منتخب أستراليا الوطني للكريكت.

## وصلات خارجية
- إدوين إيفانز على موقع إي آس بي آن كريك إنفو (الإنجليزية)